# Sophie Alberti
Mathilde Elise Sophie Alberti (19. september 1846 i København – 17. juni 1947 i København) var en dansk kvindesagsforkæmper.
Sophie Alberti var datter af overretsprokurator Carl Christian Alberti, en kendt Venstrepolitiker, og Albertine Sophie Frederikke Westergaard (1814-1901). Hun var det ældste af fire børn, hvoraf lillebroderen P.A. Alberti er kendt for den svindelskandale, der fældede ham som justitsminister.
I 1874 blev hun medlem af Kvindelig Læseforening, der var stiftet af Sophie Petersen to år tidligere. Sophie Alberti var medlem af foreningens bestyrelse 1878-81 og gjorde sig formandskabet for foreningen 1891-1929 til sit livsværk. I hendes formandstid steg foreningens medlemstal fra ca. 820 i 1891 til omkring 4.600 i 1918-19, og bogbestanden voksede til ca. 74.000 bind og var ikke begrænset til dansk litteratur. Hun var primus motor for opførelsen af en ny moderne bygning (1910) i Gammel Mønt, tegnet af Ulrik Plesner og Aage Langeland-Mathiesen, der blev et komfortabelt og velbesøgt opholdssted og frirum for det kvindelige publikum.
Foreningsbygningen var unik, idet den også husede det første damehotel i Norden. Det var inspireret af Martha Washington Hotel i New York City. Alberti har formodentlig set inspirationskilden på en rejse til USA i 1904.
Hun var godt med i det internationale, især nordiske, kvindenetværk, der bl.a. talte Selma Lagerlöf, og nogle af disse forbindelser var foredragsholdere og gæster i bygningen i København, der også fik tiltrukket dramatikeren Henrik Ibsen og fredsforkæmperen Bertha von Suttner.
I 1901 indførte hun med støtte fra Andreas Schack Steenberg amerikaneren Melvil Deweys decimalklassesystem til inddeling af bogbestanden efter emner. Kvindelig Læseforening var således det første bibliotek i Danmark, der brugte decimalklassesystemet. I 1914 udarbejdede Thomas Døssing et nyt stort katalog over foreningens bogsamling på 500 sider, ordnet efter en dansk version af decimalklasseystemet, som han på samme tidspunkt udarbejdede for Statens Bogsamlingskomité.. Der er det decimalklassesystem, der i dag findes i tillempet form på alle landets folkebiblioteker som DK5-systemet.
Hun var også medlem af flere kvindelige valgretsforeninger, kasserer i den kvindelige kunstnersammenslutning Cirklen, stiftet 1897, medstifter af Danske Kvinders Fredsforening i 1906 og i repræsentantskabet for Kvindernes Bygning.
Sophie Alberti modtog i 1926 Fortjenstmedaljen af guld, og blev tre år senere ved sin afgang som forkvinde ærespræsident i Kvindelig Læseforening. Hun blev 100 år gammel og holdt sig mentalt frisk til det sidste.